# Ringer-Europameisterschaften 1946
Die Ringer-Europameisterschaften 1946 wurden in Stockholm ausgetragen. Es waren die ersten Europameisterschaften nach dem Zweiten Weltkrieg.
Es gab nur einen Wettbewerb im Freistil, ausgetragen in acht Gewichtsklassen.

## Ergebnisse
| Klasse | Gold             | Silber                  | Bronze          |
| ------ | ---------------- | ----------------------- | --------------- |
| -52 kg | Lennart Viitala  | Malte Hakansson         | Georges Labadie |
| -57 kg | Lajos Bencze     | Nasuh Akar              | Erkki Johansson |
| -62 kg | Gazanfer Bilge   | Olle Anderberg          | Paavo Hietala   |
| -67 kg | Celal Atik       | Gösta Jönsson-Frändfors | Lauri Kangas    |
| -73 kg | Yaşar Doğu       | Kálmán Sóvári           | Karl Schaad     |
| -79 kg | Eino Virtanen    | Mahmut Ceterez          | Axel Grönberg   |
| -87 kg | Bengt Fahlkvist  | Fritz Stöckli           | Muharrem Candaş |
| +87 kg | Bertil Antonsson | Willy Lardon            | Mehmet Çoban    |

## Medaillenspiegel
| Rang | Land     | Gold | Silber | Bronze |
| ---- | -------- | ---- | ------ | ------ |
| 1    | Türkei   | 3    | 2      | 1      |
| 2    | Schweden | 2    | 3      | 2      |
| 3    | Finnland | 2    | 0      | 2      |
| 4    | Ungarn   | 1    | 1      | 0      |
| 5    | Schweiz  | 0    | 2      | 1      |